# 雍陵 (後唐)
雍陵或伊陵，中国后唐庄宗李存勖的陵墓。位于河南省新安县北冶镇下坂峪村九龙口。墓园面积6000平方米，墓冢原高10米，占地300平方米，1976年被夷平。1985年12月公布为县级文物保护单位。墓南70米处曾立有“后唐庄宗李存勖之墓”石碑，为清雍正年间韩崇孟题写。为配合水库建设，河南省考古研究所对其进行勘探，但未发现墓葬痕迹，后该区域被水库淹没。